# طائر التمساح (مسلسل)
طائر التمساح هو مسلسل دراما مصري من إخراج رضا النجار وبطولة هشام عبد الحميد، غادة عبد الرازق، محمود قابيل، نهى إسماعيل وضياء الميرغني.

## نبذة
تدور أحداث المسلسل حول ميسرة (غادة عبد الرازق) التي تقرر الاستقالة من عملها بوزارة الخارجية، رغم أنها في قمة نجاحها الوظيفي لتكون إلى جوار زوجها رجل الأعمال أيمن (محمود قابيل)، حيث أنهما حُرِما من الإنجاب، ليحدث تحول مفاجئ حيث تكتشف (ميسرة) حملها، ويصاب (أيمن) بمرض خطير، وتتصاعد الأحداث.